# Coflens
Coflens (en francès, Couflens) és una comuna de la regió d'Occitània, al departament de l'Arieja, a l'Alt Coserans.